# Cernușcă
Cernușca, cleanul de baltă sau babușca mică (Petroleuciscus borysthenicus) este un pește dulcicol bentopelagic de talie mică (circa 13 cm) asemănător la colorit cu babușca, din familia ciprinidelor, care trăiește în apele din cursul inferior al fluviilor tributare Mării Negre, Mării Azov, Mării Marmara și Mării Egee.

## Habitat
Este un pește dulcicol bentopelagic din apele stagnante sau cu curgere lentă: râuri de câmpie, cursul inferior al fluviilor, limanuri, lacuri, bălți, delte, ape îndiguite. Este deosebit de comun în bălți și brațele moarte ale râurilor. El preferă să stea în ape calde de mică adâncime cu temperaturi de până la 30-32°C, cu fund nisipos sau mâlos, în locuri cu curent lent de-a lungul malurilor. Trăiește în ape cu vegetație densă formată din limbariță (Alisma plantago-aquatica), iarba broaștei (Hydrocharis morsus-ranae), limba apei (Potamogeton sp.), sârmuliță (Vallisneria sp.). Poate tolera ape ușor salmastre (ajungând aproape de gurile râurilor) și concentrații scăzute de oxigen.

## Distribuția geografică
Este răspândit în cursul inferior al fluviilor ce se varsă în Marea Neagră, Marea Azov, Marea Marmara  și nord-estul Mării Egee: cursurile inferioare ale râurilor Nistru și Bugul de Sud; cursul inferior și mijlociu ale râului Nipru (până la Seim); râurile Obitocinaia și Berda care se varsă în Marea Azov; delta râului Kuban; Transcaucazia de vest; râurile de coastă din Georgia și nord-estul Turciei; râurile din Bulgaria care se varsă în Marea Neagră; cursul inferior al Dunării; râurile din nord-estul Greciei, Turciei europene care se varsă în Marea Marmara; bazinul fluviului Marița, care se varsă în Marea Egee. Lipsește în Don.
A fost găsit în următoarele țări: Belarus, Bulgaria, Georgia, Grecia, Republica Moldova, România, Federația Rusă, Turcia, Ucraina.
În România se întâlnește în delta Dunării și Dunăre, până la Brăila. În România a fost  găsit pentru prima oară de Bănărescu în bălțile Trei Iezere din Delta Dunării și în balta Somova (Manea) . N-a fost semnalat în Razelm.
În Nistru se întâlnește în sectorul de mijloc și de jos al fluviului, lacurile de acumulare Dubăsari și Cuciurgan, brațul Turunciuc, delta și limanul Nistrului.
În România și Republica Moldova este un pește foarte rar și puțin numeros.

## Descriere
Este un pește de talie mică cu o lungimea obișnuită de 9–18 cm (maxim 40 cm). Femelele sunt mai mari. Poate trăi până la 8 ani.
Are corpul gros, moderat alungit, ușor comprimat lateral, acoperit cu solzi cicloizi mari, persistenți. Linia spatelui și a abdomenului este rotunjită. Linie laterală curbată în sus în porțiune anterioară. Pe ea se află 33-40 solzi. Capul alungit, relativ mare, cu bot obtuz. Gura terminală mică. Dinții faringieni dispuși pe 2 rânduri. Ochii sunt mari, cu un diametru mai mare decât lungimea botului.
Marginea înotătoarei dorsale este dreaptă sau ușor rotunjită. Înotătoarea anală cu marginea exterioară ușor convexă sau aproape dreaptă. Înotătoarea caudală scurtă, bifurcată.

## Colorația
Este asemănător la colorit cu babușca. Capul este aproape negru. Spatele cenușiu-verzui sau cenușiu-brun sau brun negricios. Laturile sunt acoperite de solzi argintii, de aceeași culoare ca partea de jos a spatelui, mai deschis spre abdomen, cu o tentă ruginie sau verzuie. Abdomenul și partea inferioară a capului alb-murdar sau alb-gălbuie, cu o tentă roșiatică. Între spate și linia laterală se află o bandă longitudinală aurie irizată. În porțiunea posterioară a flancurilor și pe pedunculul caudal poate exista o bandă întunecată, care poate fi lată. Marginea liberă a solzilor nu este pigmentată. În porțiunea superioară a flancurilor solzii au la baza lor câte o pată brună. Înotătoarea dorsală și caudală sunt cenușii bătând în violaceu sau portocalii. Înotătoarele perechi și înotătoarea anală sunt portocalii sau roșii. Irisul ochilor este portocaliu sau roșu, cu mici pete întunecate.

## Dimorfismul sexual
Dimorfism sexual apare numai în timpul perioadei de reproducere, când masculii au tuberculi nupțiali pe cap și pe partea antero-superioară a corpului.

## Hrana
Este un pește omnivor, cu o compoziție variabilă a hranei în funcție de vârsta și de ciclurile sezoniere. Hrana include insecte acvatice și larvele lor, nevertebrate bentonice (viermi, moluște, crustacee), alge, plancton și detritus organic. În timpul verii, componenta vegetală a hranei crește. Exemplarele de dimensiuni mai mari se hrănesc de asemenea cu larvele și alevinii altor specii de pești și larvele de amfibieni. Alevinii se hrănesc cu plancton, microinvertebrate, alge și detritus organic.

## Prădători, paraziți și boli
Specia este afectată de bolile bacteriene și virale ale peștilor. Este gazdă a unor specii de paraziți.
Constituie o sursă vitală de hrană pentru mai multe specii de pești, mai ales pentru percide, esocide și alte ciprinide și pentru păsările piscivore: ciconiiforme, cormorani și pelicani.

## Comportamentul
Este un pește sedentar (nu întreprinde migrații) și gregar și se adună în cârduri, în general de aceeași mărime și vârstă, formate din 5-150 exemplare, mai ales în perioada depunerii icrelor. Puietul se adună în cârduri numeric mult mai mari decât cele ale adulților. În timpul sezonului rece cârdurile se deplasează în apele calme adânci ale râurilor sau lacurilor, unde staționează fără a-și întrerupe hrana.

## Reproducerea
Maturitatea sexuală este atinsă la vârsta de 2-3 ani.
Depunerea icrelor are loc din aprilie până în iunie, la temperaturi ale apei între 12 și 28°C, în ape cu adâncimi mici (0,1–1 m) cu funduri nisipoase sau mâloase, bogate în vegetație submersă. Depunerea icrelor se efectuează în mod colectiv, în cârduri care sunt formate în mod normal de un număr mai mare de 150 exemplare. Maturizarea gameților are loc în momente diferite și depunerea icrelor are loc în mai multe cicluri, la intervale de aproximativ zece zile. Într-un sezon fiecare femelă depune până la 2.500 de icre mici adezive.
După fecundare icrele aderă la vegetație, pietre sau alte elemente ale substratului până la ecloziune. Dezvoltarea embrionară este relativ rapidă, și poate dura circa o săptămână. În funcție de temperatura apei, larvele au nevoie de una sau două săptămâni pentru a reabsorbi sacul vitelin.

## Importanța economică
Specia fiind de talie mică și puțin numerică, nu prezintă importanță economică; servește drept hrană peștilor răpitori.

## Starea de conservare
Cernușca este comună și relativ abundentă în întreaga arie de distribuție și nu există cauze particulare de amenințări la adresa supraviețuirii sale.
Aceasta este una dintre speciile cele mai rezistente la degradarea mediului acvatic, dar unele populații locale pot intra în declin din cauza asanării luncilor inundabile, scăderii debitelor râurilor, canalizării albiilor râurilor, construirii barajelor și digurilor de netrecut pe râuri.
Pe Lista Roșie a IUCN (Uniunea Internațională pentru Conservarea Naturii și a Resurselor Naturale) cernușca este listată ca o specie neamenințată cu dispariția (LC - Least Concern).